# Gérard Desargues
Gérard (Girard) Desargues [ejtsd kb. „zsérar dézarg”] (Lyon, 1591. március 2. – Lyon, 1662. október 9.) francia építész és matematikus. Első publikációjában (1636) a perspektíva és az axonometria alapelveit rögzítette. Fontos munkája jelent meg a kúpszeletekről (1639). Gondolatai kortársai körében nem találtak megértésre, munkái feledésbe merültek, s csak a 19. századi újra felfedezésük után váltak ismertté és a geometriai kutatások megtermékenyítőivé.

## Desargues-tétel
A matematika története a perspektív háromszögekre vonatkozó nevezetes tételét (1648) tartja számon. Ez kimondja, hogy ha két háromszög egy pontra nézve perspektív, akkor egy egyenesre nézve is perspektív és viszont.
Részletezve: Két háromszögről akkor mondjuk, hogy centrális (pontra vonatkozó) perspektívában vannak, ha a megfelelő pontjaikat összekötő egyenesek egy pontban (centrum) találkoznak. Hasonlóan akkor mondjuk, hogy axiálisan (egyenesre vonatkozóan) perspektív két háromszög, ha megfelelő oldalaik metszéspontja egy egyenesen (tengely, axis) sorakoznak. Desargues szóban forgó tétele szerint a háromszögek (vagy bármilyen síkidomok) csak egyszerre lehetnek centrálisan és axiálisan perspektívek.
A Desargues-tétel fontos következménye a projektív geometria tétele, mely szerint a síkban a perspektív kollineációnak mindig van centruma és tengelye (centrális-axiális kollineáció).